# قائمة القواعد العسكرية السعودية
هذه قائمة بالقواعد والمنشآت العسكرية في المملكة العربية السعودية.

## القوات البرية الملكية السعودية
| الاسم                           | تاريخ التأسيس | الفرع                          | الموقع                       |
| ------------------------------- | ------------- | ------------------------------ | ---------------------------- |
| مدينة الملك فيصل العسكرية       | 1971          | القوات البرية الملكية السعودية | خميس مشيط، المنطقة الجنوبية  |
| مدينة الملك عبد العزيز العسكرية | 1973          | القوات البرية الملكية السعودية | منطقة تبوك                   |
| مدينة الملك خالد العسكرية       | 1976          | القوات البرية الملكية السعودية | حفر الباطن، المنطقة الشمالية |
| مدينة الملك فهد العسكرية        | 1988          | القوات البرية الملكية السعودية | المنطقة الشرقية              |

## القوات الجوية الملكية السعودية
| الاسم                          | تاريخ التأسيس | الفرع                          | الموقع                    | الإحداثيات                                             | ملاحظات |
| ------------------------------ | ------------- | ------------------------------ | ------------------------- | ------------------------------------------------------ | --- |
| قاعدة الملك خالد الجوية        | 1960          | القوات الجوية الملكية السعودية | خميس مشيط، عسير           | 18°18′25″N 42°48′33″E / 18.30694°N 42.80917°E          | بنتها القوات الجوية الأمريكية والبريطانية. |
| قاعدة الملك عبد العزيز الجوية  | 1961          | القوات الجوية الملكية السعودية | الظهران، المنطقة الشرقية  | 26°15′55″N 50°09′07″E / 26.26528°N 50.15194°E          | كانت تديرها القوات الجوية الأمريكية بين سنتي 1945 و1962 وكانت تعرف باسم قاعدة الظهران الجوية سابقاً |
| قاعدة الملك فيصل الجوية        | الثمانينات    | القوات الجوية الملكية السعودية | تبوك                      | 28°23′50″N 36°34′44″E / 28.39722°N 36.57889°E          | تحمل قاعدة جوية نفس الاسم في الرويشد، الأردن |
| قاعدة الأمير سلطان الجوية      | 1951          | القوات الجوية الملكية السعودية | السيح، الخرج              | 24°03′45″N 47°34′49″E / 24.06250°N 47.58028°E          | في أكتوبر 2019، انضم 2000 جندي أمريكي إلى حوالي 700 من زملائهم من أفراد الخدمة المتمركزين بالفعل في القاعدة مع معداتهم من قاذفات بي-1 لانسر ومقاتلات إف-22 رابتور إضافة إلى نظام باتريوت الجوي، عقب الهجمات الإيرانية المزعومة على ناقلات النفط في خليج عمان. |
| قاعدة الملك فهد الجوية         | 1990          | القوات الجوية الملكية السعودية | الطائف                    | 21°29′0.24″N 40°32′29.48″E / 21.4834000°N 40.5415222°E | |
| قاعدة الملك عبد الله الجوية    | 1940          | القوات الجوية الملكية السعودية | جدة                       | 21°40′46″N 39°9′24″E / 21.67944°N 39.15667°E           | كانت تعرف سابقاً باسم قاعدة جدة الجوية |
| قاعدة الملك سعود الجوية        | 2016          | القوات الجوية الملكية السعودية | حفر الباطن                | 27°54′3″N 45°31′42″E / 27.90083°N 45.52833°E           | كانت في السابق تحت مسمى القاعدة الجوية المتقدمة في حفر الباطن |
| قاعدة الملك سلمان الجوية       | 1946          | القوات الجوية الملكية السعودية | الرياض                    | 24°42′35″N 46°43′31″E / 24.70972°N 46.72528°E          | كانت في السابق تحت مسمى قاعدة الرياض الجوية |
| مطار مدينة الملك خالد العسكرية | 1950          | القوات الجوية الملكية السعودية | مدينة الملك خالد العسكرية | 27°54′03.1″N 045°31′41.4″E / 27.900861°N 45.528167°E   | |
| مطار شرق مكة                   | ؟             | القوات الجوية الملكية السعودية | مكة                       | 21°26′15″N 39°59′39″E / 21.43750°N 39.99417°E          | |

## القوات البحرية الملكية السعودية
| الاسم                          | تاريخ التأسيس | الفرع                           | الموقع                     | الإحداثيات                                           | ملاحظات                  |
| ------------------------------ | ------------- | ------------------------------- | -------------------------- | ---------------------------------------------------- | ------------------------ |
| قاعدة الملك عبد العزيز البحرية | 1980          | القوات البحرية الملكية السعودية | الجبيل                     | 26°56′29.8″N 49°42′15.0″E / 26.941611°N 49.704167°E  | تحتضن مقر الأسطول الشرقي |
| قاعدة الملك فيصل البحرية       | 1961          | القوات البحرية الملكية السعودية | جدة                        | 21°20′33″N 039°10′36″E / 21.34250°N 39.17667°E       | تحتضن مقر الأسطول الغربي |
| ميناء رأس الغار العسكري        | 1981          | القوات البحرية الملكية السعودية | الجبيل                     | 26°53′57″N 49°51′41″E / 26.89917°N 49.86139°E        |                          |
| ميناء رأس مشعاب العسكري        | 1977          | القوات البحرية الملكية السعودية | رأس مشعاب، المنطقة الشرقية | 28°04′51″N 48°36′35″E / 28.08083°N 48.60972°E        |                          |
| ميناء القضيمة العسكري          | 1977          | القوات البحرية الملكية السعودية | القضيمة، محافظة رابغ       | 22°21′N 39°09′E / 22.350°N 39.150°E                  |                          |
| مطار الجبيل                    | 1985          | القوات البحرية الملكية السعودية | الجبيل                     | 27°02′20.5″N 49°24′18.5″E / 27.039028°N 49.405139°E  |                          |
| مطار رأس مشعاب                 | ؟             | القوات البحرية الملكية السعودية | الجبيل                     | 28°04′44.5″N 048°36′40.4″E / 28.079028°N 48.611222°E |                          |

## قوة الصواريخ الاستراتيجية الملكية السعودية
| الاسم                 | تاريخ التأسيس | الفرع                                      | الموقع                | الإحداثيات                                      | ملاحظات                    |
| --------------------- | ------------- | ------------------------------------------ | --------------------- | ----------------------------------------------- | -------------------------- |
| قاعدة الوطح           | 1980          | قوة الصواريخ الاستراتيجية الملكية السعودية | الوطح، الرياض         | 24°12′49″N 44°42′07″E / 24.213691°N 44.701952°E |                            |
| قاعدة السليل          | 1987          | قوة الصواريخ الاستراتيجية الملكية السعودية | السليل                | 20°26′N 45°21′E / 20.43°N 45.35°E               |                            |
| قاعدة الجفير (الحارق) | ؟             | قوة الصواريخ الاستراتيجية الملكية السعودية | الحريق                |                                                 | تعرف أيضاً باسم القاعدة 511 |
| قاعدة الروضة          | ؟             | قوة الصواريخ الاستراتيجية الملكية السعودية | رنية                  |                                                 | تعرف أيضاً باسم القاعدة 533 |
| قاعدة 566             | ؟             | قوة الصواريخ الاستراتيجية الملكية السعودية | شمال غرب الرياض       |                                                 |                            |
| قاعدة 522             | ؟             | قوة الصواريخ الاستراتيجية الملكية السعودية | وادي الدواسر          |                                                 |                            |
| قاعدة 544             | ؟             | قوة الصواريخ الاستراتيجية الملكية السعودية | ماسل، محافظة الدوادمي |                                                 |                            |

## قواعد تستخدمها القوات الأمريكية
| الاسم      | تاريخ التأسيس | الفرع                   | الموقع | الإحداثيات                                | ملاحظات                                                                            |
| ---------- | ------------- | ----------------------- | ------ | ----------------------------------------- | ---------------------------------------------------------------------------------- |
| قرية إسكان | 1983          | القوات الجوية الأمريكية | الرياض | 24°34′55″N 46°51′43″E / 24.582°N 46.862°E | تُعد مقراً للبعثة الجوية الأمريكية الرابعة والستون، وبعثة التدريب العسكرية الأمريكية |